# Ди Баттиста, Алессандро
Алессандро Ди Баттиста (итал. Alessandro Di Battista ; род. 4 августа 1978, Рим) — итальянский политик, член Движения пяти звёзд.

## Биография
Сын Витторио Ди Баттиста, члена коммунального совета Рима от неофашистского Итальянского социального движения. Окончил научный лицей Фарнесина в Риме, затем — третий Римский университет по специальности «искусство, музыка и спектакль». В Римском университете Ла Сапиенца он получил степень мастера второго уровня в области международной защиты прав человека.
Год проработал в индейской общине в Гватемале, занимаясь преподаванием и различными производственными проектами. В 2008 году начал работать в Конго в области образования и микрокредитов, а также исследовал для ЮНЕСКО проблему права на полноценное питание. В 2010 году много путешествовал по странам Южной и Центральной Америки, собирая материал для книги «О новой континентальной политике» (Sulle nuove politiche continentali). В 2011 году занялся редактированием блога Беппе Грилло. В 2012 году, получив от Associati Casaleggio заказ на книгу о проблеме заказных убийств, посетил Эквадор, Панаму, Гватемалу и Колумбию — итогом стала книга «Заказные убийства за пять евро» (Sicari a cinque euro).
В 2008 году принял участие в местных выборах в Риме по списку «Друзья Беппе Грилло», затем вступил в Движение пяти звёзд и представлял для общественности позицию его регионального отделения в Лацио.
В 2013 году избран в Палату депутатов Италии 17-го созыва по списку Движения. С 7 мая 2013 по 20 июля 2015 года являлся заместителем председателя 3-й комиссии (по иностранным делам и отношениям с Евросоюзом).
7 августа 2016 года отправился в одиночку на скутере в тур Costituzione CoastToCoast против конституционной реформы, поддерживаемой премьер-министром Ренци. За месяц проехал более 4 тыс. километров и принял участие в 28 агитационных митингах, а по возвращении сразу включился в кампанию защиты Движения пяти звёзд в связи с политическим кризисом вокруг администрации мэра Рима Вирджинии Раджи.
20 ноября 2017 года объявил об отказе от переизбрания на выборах 2018 года и желании путешествовать по миру и заниматься писательским трудом.
11 февраля 2021 года объявил о выходе из Д5З по завершении онлайн-голосования участников движения на IT-платформе «Руссо», исход которого Ди Баттиста счёл изменой основополагающим принципам объединения (59,3 % высказались за участие Движения пяти звёзд в формируемом на основе «широкой коалиции» левых и правых политических сил правительстве Марио Драги).

## Личная жизнь
Получил в итальянской прессе прозвище «Дибба», родился в римском квартале Винья Стеллути в зажиточной, но не в слишком богатой семье. Отец открыто называл себя фашистом, и держал дома бюст Муссолини, что создавало трудности для юного Алессандро — он стеснялся приглашать к себе друзей (сам он восхищается Че Геварой). Есть сестра Титти — преподаватель физкультуры.
С началом политической карьеры Ди Баттиста всегда заявлял об отсутствии у него каких-либо постоянных связей, хотя ходили слухи, что поездку 2012 года в Южную Америку он совершил в сопровождении подруги. В апреле 2015 года журнал Oggi опубликовал снимки Ди Баттиста в ресторане вместе с девушкой молдавского происхождения по имени Ана. В июне 2016 года корреспондент Oggi Альберто Дандоло опубликовал сообщение, что, предположительно под давлением своего политического аппарата, Ди Баттиста разорвал эти отношения.